# 자극통제
행동주의 심리학(또는 응용 행동 분석)에서 자극 제어(Stimulus Control)는 유기체가 주어진 자극의 존재하에 이를 설정하고 이러한 존재하는 또는 존재하지 않는 자극의 상태에서 각각 행동할 때 발생하는 조작적 조건화 또는 상황 관리(Contingency management, CM) 현상이다. 이러한 방식으로 행동을 수정하는 자극은 차별적 자극(Sd) 또는 자극 델타(S- 델타, Sd)이다. Sd 또는 S- 델타의 존재 유무가 특정 행동의 성능을 통제할 때 자극 기반 행동 거동이 발생한다. 예를 들어, 교통신호 교차로에 정지 신호(S- 델타)가 있으면 운전자에게 운전을 중지하고 "제동"동작이 발생할 확률이 높아진다. 이러한 조절은 자극 조절이 반응 조절을 통해 도출되는 반사 행동과는 대조적으로, 자극 조절이 고전적 조건의 강화로서 우연의 직접적인 결과이기 때문에 행동이 일어나지 않도록하기 위해 방출되는 것으로 알려져 있다.
어떤 이론가들은 모든 행동이 어떤 형태의 자극 통제하에 있다고 여긴다.  예를 들어, 스키너(B. F. Skinner)의 분석에서,  언어적 행동은 다양한 제어 자극을 가진 복잡한 행동의 분류이다.

## 같이 보기
- 노출및반응방지